# Psammodiscus ocellatus
Psammodiscus ocellatus är en fiskart som beskrevs av Günther 1862. Psammodiscus ocellatus ingår i släktet Psammodiscus och familjen flundrefiskar. Inga underarter finns listade i Catalogue of Life.